# 森田展義
のぶよし（1975年10月2日 - ）は、日本のお笑いタレント、喜劇俳優、講談師。吉本新喜劇座員。本名、森田 展義（もりた のぶよし）。
京都府京都市出身。血液型はA型。吉本興業所属。

## 人物・略歴
奈良教育大学卒業後の2000年、落語家の笑福亭福笑に弟子入りし、笑福亭ひらめという高座名で落語家になったが、落語が覚えられず挫折。その後、NSCに25期生として入り直し、第1個目（2005年）金の卵オーディションに合格し、吉本新喜劇に入団した。既婚者。
兄弟は2歳上の姉と8歳年下の弟がいる。俳優、劇作家、脚本家、演出家の加納幸和とは又従兄弟で、親同士がいとこのため、はとこでもある。その他の親戚に俳優、声優の森田順平、俳優の森田浩平、俳優の森田晋平がいる。
趣味：裁縫・スキー・サッカー・バスケ・映画音楽鑑賞・ビリヤード・釣り・作詞作曲。
特技 : 英語。
2011年5月23日よりUstreamにて自身がパーソナリティを務める「森田展義アワー」なるトーク番組を開始。
ローリング・ストーンズのファンで森田展義アワーではよくストーンズTシャツを着用していてライブにも行っている。
ワーキングホリデーでカナダ滞在経験あり。現在もカナダ・トロントの日本語フリーペーパーに「nobmorley（ノブ・モーリー）」名義でエッセイを連載している。
金の卵オーディションの中では初めて川畑泰史の座長及びその代理公演のときに、出演時間が長い役に抜擢され、以降内場勝則座長公演や辻本茂雄座長公演にはほぼ毎回出演した。近年、頭頂部が禿げてきていることから、「てっぺんはげ」とイジられることが多い。辻本座長公演では、借金取りの役で出演する事が多いが、アドリブに弱いことやてっぺんはげを突っ込まれ、カッパもしくはザビエルと呼ばれ、そのあとに「次に会うときにネタを仕入れてこい」とハードルをあげられるなど、散々弄ばれる。
2012年7月17日から23日までなんばグランド花月で行われた桂三枝の六代桂文枝襲名記念「オヨヨ!! 三枝誕生物語」で若かりし頃の桂三枝役を演じた。あまりのプレッシャーと緊張で、「意味もなくずっと台本を握っていた」「なんとなく台本から離れたくなかった」と森田展義アワーで語っていた。
新喜劇の若手座員で結成された「ほんわかぱっぱー隊」ではベース担当。
自身のyoutubeでは忍者ノブモリという紫色の衣装を纏った忍者になりリズムネタを行っている。
2021年４月から毎週水曜日午後9時よりインターネットラジオ「レディオバルーン」で「森田展義のOH！MY！KAMISAMA！」も放送している。
2023年3月30日、講談師の旭堂南左衛門に師事入門。旭堂南丸を名乗る。
2025年1月1日、「のぶよし」への改名を発表した。

## 森田展義アワー
2011年5月23日よりUstreamにて自身がパーソナリティを務める「森田展義アワー」を放送している。放送場所は2014年までは「USTREAM STUDIO CAFE OSAKA」であったが、同店の閉店に伴い2015年からは「Live Cafe Bar UNITE」にて行っていた（2016年7月まで）。2016年8月からは国木田かっぱが営む「ロックカフェUSA★GI」にて行っている。
カフェからの放送ということで会場での観覧が可能となっている。放送日は2014年までは毎週火曜日であったが、その後毎週水曜日となった。放送開始時刻は大体21時〜22時の間であり森田の仕事の都合により変動するが、放送時間については毎回1時間となっている。(2022/04現在、木曜18時半〜19時開始が多い)
ゲストは新喜劇座員が中心で、若手・中堅座員が多いが、ベテランも出ることがある。お笑い芸人やグラビアモデル、プロ野球選手も稀にではあるが登場する。
UstreamからYouTube Liveを経て、2016年11月18日配信分からはFRESH!に変更している（YouTube Liveも並行して生配信）。生配信後は一貫してYouTubeの自身のアカウントでアップされている。

## 出演
テレビ
- よしもと新喜劇（毎日放送）
- 元町ロックンロールスウィンドル（2019年、サンテレビ）第7話
- サンテレビ年末ドラマ『勝手にライブをしやがれ!!』[13]（2022年12月30日、サンテレビ）（主演）

映画
- 乱死怒町より愛を吐いて（2015年、監督：島田角栄）
- デッド・フラワーズ（2020年、監督：島田角栄）- 主演 研二 役
- 芸人殺人日誌（2022年、監督：島田角栄）- 主演 君島 役